# فیض‌الله آکتورک
فیض‌الله آکتورک (به ترکی استانبولی: Feyzullah Aktürk،  زادهٔ ۱ ژانویهٔ ۱۹۹۹) یک کشتی‌گیر آزادکار اهل کشور ترکیه است.
از افتخارات وی می‌توان به کسب مدال برنز مسابقات قهرمانی کشتی جهان ۲۰۲۳ اشاره کرد.

## فعالیت حرفه‌ای

### قهرمانی کشتی جهان ۲۰۲۳
آکتورک در وزن ۹۲ کیلوگرم کشتی آزاد قهرمانی کشتی جهان ۲۰۲۳ بلگراد شرکت کرد، او در این مسابقات احمد ماگامایف از بلغارستان را مغلوب کرد اما در مسابقه بعد به رضابک آیتموخان از قزاقستان باخت و با توجه به حضور این کشتی‌گیر در فینال، به دیدار شانس مجدد رفت. او در مرحله شانس مجدد بالاز جوهاس از مجارستان را شکست داد و به دیدار رده‌بندی رسید. وی در این دیدار میریانی مایسورادزه از گرجستان را شکست داد و مدال برنز را به‌دست آورد.